# Galgon
Galgon est une commune du Sud-Ouest de la France, située dans le département de la Gironde (région Nouvelle-Aquitaine).

## Géographie

### Localisation
La commune, traversée par le 45e Parallèle, est de ce fait située à égale distance du pôle Nord et de l'équateur terrestre (environ 5 000 km).

### Communes limitrophes
Les communes limitrophes sont  Les Billaux, Périssac, Saillans, Saint-Ciers-d'Abzac, Saint-Martin-du-Bois, Savignac-de-l'Isle, Villegouge et Vérac.
| Périssac   | Saint-Ciers-d'Abzac | Saint-Martin-du-Bois |
| Vérac      | Galgon              | Savignac-de-l'Isle   |
| Villegouge | Saillans            | Les Billaux          |

### Climat
Pour des articles plus généraux, voir Climat de la Nouvelle-Aquitaine et Climat de la Gironde.
Historiquement, la commune est exposée à un climat océanique aquitain.  
En 2020, Météo-France publie une typologie des climats de la France métropolitaine dans laquelle la commune est exposée à un climat océanique et est dans la région climatique  Aquitaine, Gascogne, caractérisée par une pluviométrie abondante au printemps, modérée en automne, un faible ensoleillement au printemps, un été chaud (19,5 °C), des vents faibles, des brouillards fréquents en automne et en hiver et des orages fréquents en été (15 à 20 jours).
Pour la période 1971-2000, la température annuelle moyenne est de 12,7 °C, avec une amplitude thermique annuelle de 14,5 °C. Le cumul annuel moyen de précipitations est de 895 mm, avec 12,1 jours de précipitations en janvier et 6,9 jours en juillet. Pour la période 1991-2020, la température moyenne annuelle observée sur la station météorologique la plus proche, située sur la commune de Saint-Émilion à 14 km à vol d'oiseau, est de 13,9 °C et le cumul annuel moyen de précipitations est de 798,1 mm,. Pour l'avenir, les paramètres climatiques de la commune estimés pour 2050 selon différents scénarios d'émission de gaz à effet de serre sont consultables sur un site dédié publié par Météo-France en novembre 2022.

## Urbanisme

### Typologie
Au 1er janvier 2024, Galgon est catégorisée bourg rural, selon la nouvelle grille communale de densité à sept niveaux définie par l'Insee en 2022.
Elle appartient à l'unité urbaine de Galgon, une unité urbaine monocommunale constituant une ville isolée,. Par ailleurs la commune fait partie de l'aire d'attraction de Bordeaux, dont elle est une commune de la couronne,. Cette aire, qui regroupe 275 communes, est catégorisée dans les aires de 700 000 habitants ou plus (hors Paris),.

### Occupation des sols

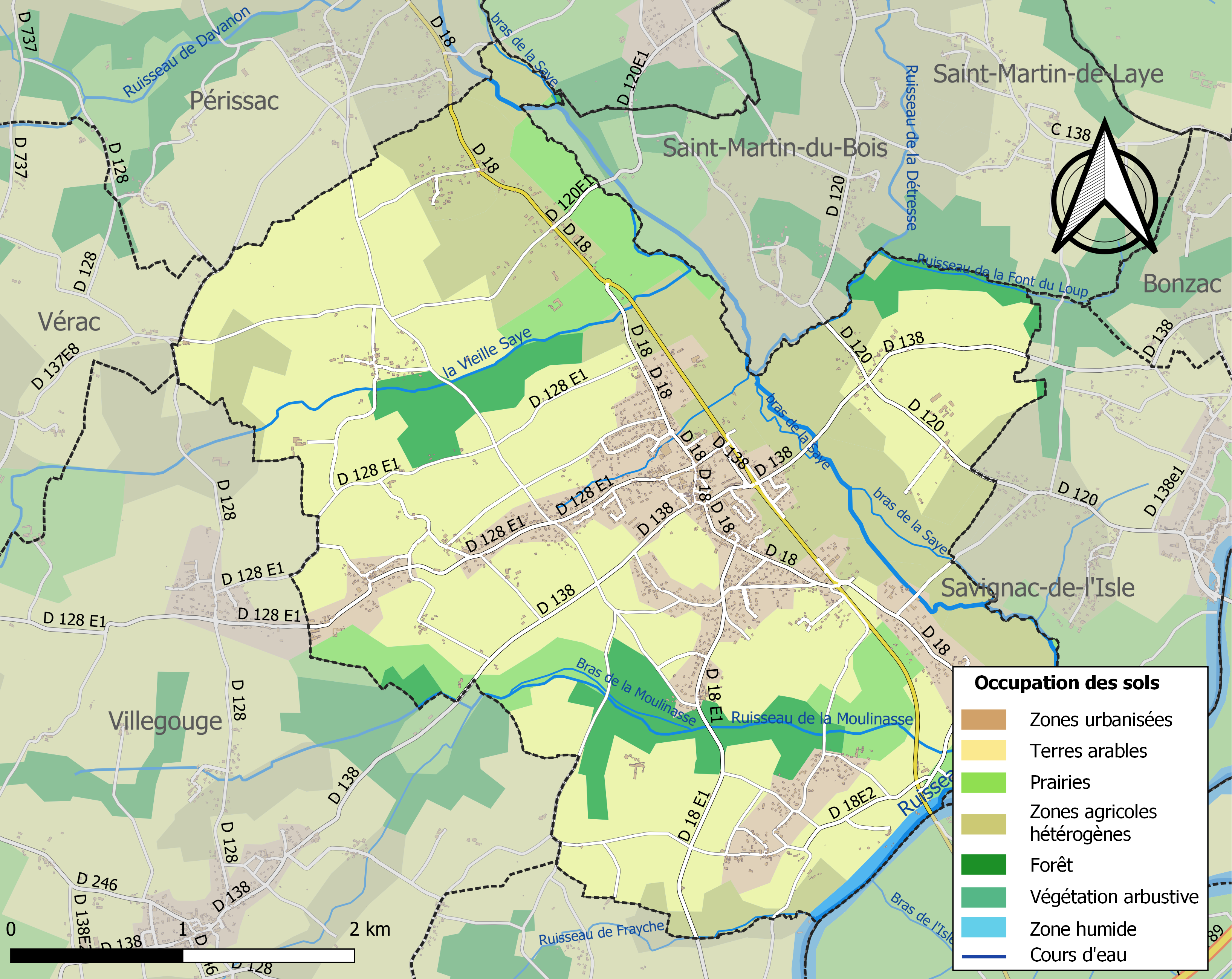
Carte des infrastructures et de l'occupation des sols de la commune en 2018 (CLC).

L'occupation des sols de la commune, telle qu'elle ressort de la base de données européenne d’occupation biophysique des sols Corine Land Cover (CLC), est marquée par l'importance des territoires agricoles (77,8 % en 2018), en diminution par rapport à 1990 (85,1 %). La répartition détaillée en 2018 est la suivante : 
cultures permanentes (46,5 %), zones agricoles hétérogènes (22,7 %), zones urbanisées (14,4 %), prairies (8,6 %), forêts (7,4 %), eaux continentales (0,5 %). L'évolution de l’occupation des sols de la commune et de ses infrastructures peut être observée sur les différentes représentations cartographiques du territoire : la carte de Cassini (XVIIIe siècle), la carte d'état-major (1820-1866) et les cartes ou photos aériennes de l'IGN pour la période actuelle (1950 à aujourd'hui).

### Risques majeurs
Le territoire de la commune de Galgon est vulnérable à différents aléas naturels : météorologiques (tempête, orage, neige, grand froid, canicule ou sécheresse), inondations, mouvements de terrains et séisme (sismicité faible). Il est également exposé à un risque technologique, la rupture d'un barrage. Un site publié par le BRGM permet d'évaluer simplement et rapidement les risques d'un bien localisé soit par son adresse soit par le numéro de sa parcelle.

#### Risques naturels
Certaines parties du territoire communal sont susceptibles d’être affectées par le risque d’inondation par débordement de cours d'eau, notamment l'Isle et le ruisseau de la Saye. La commune a été reconnue en état de catastrophe naturelle au titre des dommages causés par les inondations et coulées de boue survenues en 1982, 1983, 1986, 1993, 1999, 2008, 2009, 2013 et 2021,.
Les mouvements de terrains susceptibles de se produire sur la commune sont des tassements différentiels.

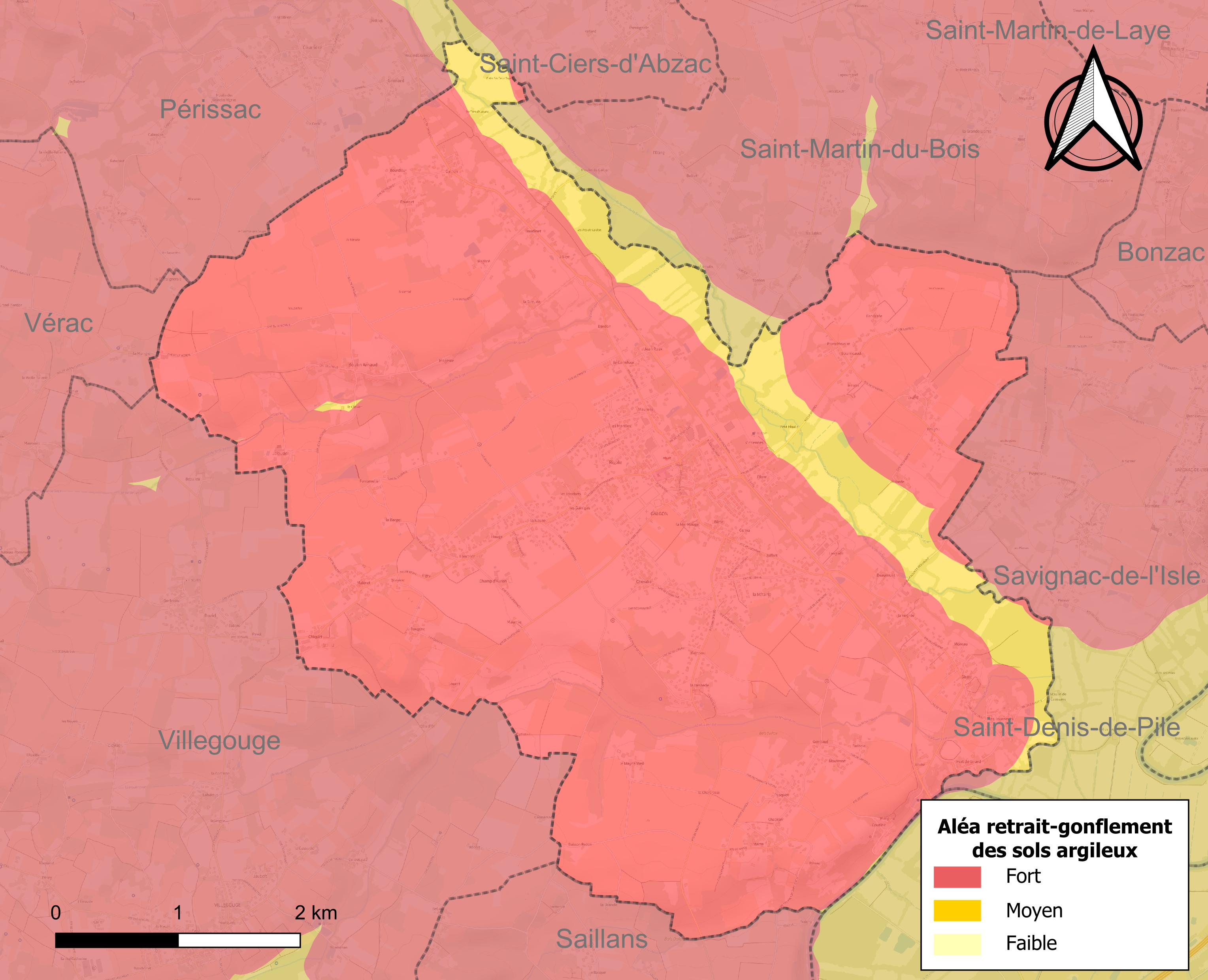
Carte des zones d'aléa retrait-gonflement des sols argileux de Galgon.

Le retrait-gonflement des sols argileux est susceptible d'engendrer des dommages importants aux bâtiments en cas d’alternance de périodes de sécheresse et de pluie. La totalité de la commune est en aléa moyen ou fort (67,4 % au niveau départemental et 48,5 % au niveau national). Sur les 1 290 bâtiments dénombrés sur la commune en 2019,  1 290 sont en aléa moyen ou fort, soit 100 %, à comparer aux 84 % au niveau départemental et 54 % au niveau national. Une cartographie de l'exposition du territoire national au retrait gonflement des sols argileux est disponible sur le site du BRGM,.
Par ailleurs, afin de mieux appréhender le risque d’affaissement de terrain, l'inventaire national des cavités souterraines permet de localiser celles situées sur la commune.
Concernant les mouvements de terrains, la commune a été reconnue en état de catastrophe naturelle au titre des dommages causés par la sécheresse en 1989, 2002, 2003, 2012 et 2017 et par des mouvements de terrain en 1999.

#### Risques technologiques
La commune est en outre située en aval du  barrage de Bort-les-Orgues, un ouvrage sur la Dordogne de classe A soumis à PPI, disposant d'une retenue de 477 millions de mètres cubes. À ce titre elle est susceptible d’être touchée par l’onde de submersion consécutive à la rupture de cet ouvrage.

## Histoire
GALGON a une origine gallo-romaine. Nous avons trouvé des débris de poterie romaine à Fonforé, Pateau et Bizot.
Le village s’est développé à partir du domaine de Gallicus, riche propriétaire de l’époque lors de la conquête de l’Aquitaine par les armées de Cesar. On trouve mention du village dans un texte du XIVe siècle.
Dès le XIIe siècle, l’église Saint-Seurin de Galgon fut édifiée et l’église Notre-Dame de Queynac construite par l’ordre des Templiers. La commanderie de Queynac a servi de relais lors du passage des pèlerins de Saint Jacques de Compostelle.
La route de Compostelle allait de Guîtres à Bordeaux en passant par Beaumont où est fichée une borne dite Pierre de Charlemagne puis le chemin dit de Charlemagne jusqu’à Marze, Saillans, Fronsac.
À la révolution Galgon fut chef-lieu de canton pendant une dizaine d’années puis Bonaparte restructura l’État et Galgon fut intégré au canton de Fronsac.
En 1887, la ligne de chemin de fer de Saint Mariens à Libourne est inaugurée. Elle fermera définitivement en 1958. C’est sur son tracé que Monsieur Robert Perret, maire de Galgon depuis 1947, convainquit le Préfet d’en faire une route insubmersible qui verra le jour en 1970. Cette route mit Libourne à la porte de Galgon. La population s’accrut rapidement, elle doubla en dix ans et le village se transforma.

## Politique et administration

### Liste des maires
| Période                                  | Période                     | Identité          | Étiquette | Qualité                                                          |
| ---------------------------------------- | --------------------------- | ----------------- | --------- | ---------------------------------------------------------------- |
| Les données manquantes sont à compléter. |                             |                   |           |                                                                  |
| 1947                                     | mars 1983                   | Robert Perret     |           |                                                                  |
| mars 1983                                | juin 1995                   | Jean Milhade      | DVD       |                                                                  |
| juin 1995                                | mars 2001                   | Jacques Giraud    |           |                                                                  |
| mars 2001                                | En cours (au 30 avril 2014) | Jean-Marie Bayard | DVD       | Salarié du secteur médical Vice-président de la CC du Fronsadais |

## Démographie
L'évolution du nombre d'habitants est connue à travers les recensements de la population effectués dans la commune depuis 1793. Pour les communes de moins de 10 000 habitants, une enquête de recensement portant sur toute la population est réalisée tous les cinq ans, les populations de référence des années intermédiaires étant quant à elles estimées par interpolation ou extrapolation. Pour la commune, le premier recensement exhaustif entrant dans le cadre du nouveau dispositif a été réalisé en 2008.

En 2022, la commune comptait 3 109 habitants, en évolution de +2,71 % par rapport à 2016 (Gironde : +6,91 %, France hors Mayotte : +2,11 %).
| 1793  | 1800  | 1806  | 1821  | 1831  | 1836  | 1841  | 1846  | 1851  |
| ----- | ----- | ----- | ----- | ----- | ----- | ----- | ----- | ----- |
| 1 233 | 1 200 | 1 186 | 1 352 | 1 372 | 1 425 | 1 465 | 1 464 | 1 456 |

| 1856  | 1861  | 1866  | 1872  | 1876  | 1881  | 1886  | 1891  | 1896  |
| ----- | ----- | ----- | ----- | ----- | ----- | ----- | ----- | ----- |
| 1 468 | 1 480 | 1 433 | 1 359 | 1 311 | 1 322 | 1 274 | 1 217 | 1 200 |

| 1901  | 1906  | 1911  | 1921  | 1926  | 1931  | 1936  | 1946  | 1954  |
| ----- | ----- | ----- | ----- | ----- | ----- | ----- | ----- | ----- |
| 1 218 | 1 208 | 1 203 | 1 186 | 1 155 | 1 138 | 1 097 | 1 198 | 1 173 |

| 1962  | 1968  | 1975  | 1982  | 1990  | 1999  | 2006  | 2008  | 2013  |
| ----- | ----- | ----- | ----- | ----- | ----- | ----- | ----- | ----- |
| 1 127 | 1 106 | 1 522 | 2 323 | 2 514 | 2 435 | 2 489 | 2 503 | 2 998 |

| 2018  | 2022  | - | - | - | - | - | - | - |
| ----- | ----- | - | - | - | - | - | - | - |
| 3 001 | 3 109 | - | - | - | - | - | - | - |

## Lieux et monuments
| - Façade ouest |

- L'église Saint-Seurin[31],[32] : L'église, qui date du XIIe siècle, est inscrite[33] à l’inventaire des Monuments historiques depuis 1925. Les éléments romans les plus remarquables sont la façade occidentale et l'abside à neuf pans.

La façade est caractéristique du style Angoumois. Au XIIe siècle, le Poitou, la Saintonge et l’Angoumois développent des interprétations propres de l’art roman qui se sont souvent propagées jusqu’aux églises d’Aquitaine. Cette influence est manifeste sur la façade de l’église :
- Sa partie inférieure elle est ornée de quatre colonnes à chapiteaux sculptés qui soutiennent trois arcades en plein cintre. Celui du portail, comporte deux voussures, la supérieure étant ornée.
- Dans sa partie centrale, les quatre corbeaux de l’ancien porche et un bandeau orné sur lequel repose une série de cinq petites arcades.
- Plus haut, une corniche, soutenue par des modillons, qui domine l’ensemble des arcatures et les triples colonnes qui l’encadrent au Nord et au Sud.
Le fronton de la façade, qui date du XVIIIe siècle, est soutenu par deux contreforts à talus latéraux, cinq consoles centrales et, au revers, trois grosses consoles. Il est dominé par deux baies à cloches, une petite au-dessus, est encadrée par un jeu de courbes moulurées et symétriques, décorées de vases, pions et croix de pierre.
| - Chevet : Sud - Chevet : Nord |

À l’autre extrémité de l’édifice, l’abside polygonale à neuf pans est renforcée par dix colonnes contreforts qui soutiennent une corniche à modillons sculptés de masques, de damiers et de têtes d’animaux. Surhaussée, l’abside de l’église présente une construction composée de moellons irréguliers. Le mur, percé de créneaux, de meurtrières et de mâchicoulis, a une fonction défensive au XIIe siècle.
Les murs de la nef, au nord et au sud, sont percés de quatre hautes baies romanes, qui alternent avec des contreforts plats.
A la fin du XIXe siècle Jean-Auguste Brutails a pris une série de photographies de l'extérieur de l'église.
|  |

A l'intérieur de l'église :
Le portail donne sur un porche à plafond plat, sous tribune, ouvrant sur la nef par un grand arc surbaissé.
La nef, aux murs nus, est percée par huit baies étroites vitrées. Au nord se trouvent les fonts baptismaux avec une cuve de pierre sculptée. Au sud l'escalier de tribune, et, sur le mur la trace de la baie obturée de l’arcature haute. Une grille en fer forgée sert de garde-corps.
Ensuite, un triple arc triomphal retombant sur les triples colonnes à chapiteaux feuillus qui encadrent neuf baies ébrasées, soulignées par un bandeau. Les neuf vitraux sont banals, donnés par des fidèles en 1889. L’abside est voûtée en cul-de-four. L’autel, paré de marbre, est orné de colonnettes encadrant, en haut des fleurs dorées, en bas des images saintes.
L’édifice est couvert d’une charpente à jambettes arquées.
- Église Notre-Dame de Queynac.
- Statue de Notre-Dame de Queynac

L’église abrite une statue d’une Vierge à l’Enfant, probablement de facture locale, réalisée en bois polychrome et doré. Les deux personnages portent une couronne d’orfèvrerie. La statue proviendrait de l’église voisine, Notre-Dame-de-Queynac, fermée au moment de la Révolution et actuellement en ruines. Afin d’éviter des dégradations de la statue, un habitant de Queynac l’aurait alors cachée. Elle est retrouvée, au début du XIXe siècle, dans un four à pain.
|  |